# Campeonato Mundial de Xadrez de 1981
O match pelo Campeonato Mundial de Xadrez de 1981 foi disputado entre o campeão Anatoly Karpov e o novamente desafiante Viktor Korchnoi. A disputa foi realizada entre 1 de outubro e 19 de novembro na cidade italiana de Merano em uma série de partidas onde o primeiro a vencer seis vezes seria o campeão. Karpov manteve o título após alcançar a sexta vitória em 18 partidas.

## Torneios Interzonais
Dois Torneios Interzonais foram realizados nas cidades do Rio de Janeiro e de Riga. Cada competição classificou três jogadores ao Torneio de Candidatos.
| N° | Jogador                   | Rating | 1 | 2 | 3 | 4 | 5 | 6 | 7 | 8 | 9 | 10 | 11 | 12 | 13 | 14 | 15 | 16 | 17 | 18 | Total |
| -- | ------------------------- | ------ | - | - | - | - | - | - | - | - | - | -- | -- | -- | -- | -- | -- | -- | -- | -- | ----- |
| 1  | Lajos Portisch            | 2640   | - | ½ | ½ | ½ | 0 | 1 | 1 | 0 | 1 | ½  | ½  | 1  | 1  | 1  | 1  | 1  | 1  | 0  | 11½   |
| 2  | Tigran Petrosian          | 2610   | ½ | - | ½ | ½ | ½ | 1 | ½ | ½ | 1 | ½  | ½  | ½  | 1  | ½  | 1  | 1  | ½  | 1  | 11½   |
| 3  | Robert Hübner             | 2595   | ½ | ½ | - | ½ | 1 | ½ | 1 | 1 | ½ | 1  | 0  | ½  | ½  | ½  | ½  | 1  | 1  | 1  | 11½   |
| 4  | Jan Timman                | 2625   | ½ | ½ | ½ | - | ½ | ½ | 0 | 1 | 1 | ½  | 1  | 1  | ½  | 1  | ½  | ½  | ½  | 1  | 11    |
| 5  | Jaime Sunye Neto          | 2375   | 1 | ½ | 0 | ½ | - | 0 | 1 | 0 | 0 | ½  | 1  | 1  | ½  | 1  | 1  | ½  | ½  | ½  | 9½    |
| 6  | Borislav Ivkov            | 2525   | 0 | 0 | ½ | ½ | 1 | - | ½ | 1 | ½ | 1  | ½  | ½  | ½  | ½  | ½  | ½  | ½  | 1  | 9½    |
| 7  | Yuri Balashov             | 2600   | 0 | ½ | 0 | 1 | 0 | ½ | - | ½ | 1 | ½  | ½  | ½  | ½  | ½  | 1  | ½  | ½  | 1  | 9     |
| 8  | Eugenio Torre             | 2520   | 1 | ½ | 0 | 0 | 1 | 0 | ½ | - | 0 | 0  | ½  | ½  | 1  | ½  | 1  | 1  | 1  | ½  | 9     |
| 9  | Gyula Sax                 | 2590   | 0 | 0 | ½ | 0 | 1 | ½ | 0 | 1 | - | ½  | ½  | 1  | 0  | 1  | 0  | 1  | 1  | 1  | 9     |
| 10 | Leonid Shamkovich         | 2495   | ½ | ½ | 0 | ½ | ½ | 0 | ½ | 1 | ½ | -  | 1  | ½  | 1  | 1  | 0  | 0  | ½  | ½  | 8½    |
| 11 | Jan Smejkal               | 2550   | ½ | ½ | 1 | 0 | 0 | ½ | ½ | ½ | ½ | 0  | -  | ½  | 1  | 0  | ½  | 1  | 1  | ½  | 8½    |
| 12 | Rafael Vaganian           | 2570   | 0 | ½ | ½ | 0 | 0 | ½ | ½ | ½ | 0 | ½  | ½  | -  | 0  | 1  | 1  | 1  | ½  | 1  | 8     |
| 13 | Guillermo Garcia Gonzales |        | 0 | 0 | ½ | ½ | ½ | ½ | ½ | 0 | 1 | 0  | 0  | 1  | -  | 1  | 0  | ½  | 1  | ½  | 7½    |
| 14 | Dragoljub Velimirovic     | 2515   | 0 | ½ | ½ | 0 | 0 | ½ | ½ | ½ | 0 | 0  | 1  | 0  | 0  | -  | 1  | 1  | 1  | 1  | 7½    |
| 15 | Khosro Harandi            | 2410   | 0 | 0 | ½ | ½ | 0 | ½ | 0 | 0 | 1 | 1  | ½  | 0  | 1  | 0  | -  | 0  | ½  | 1  | 6½    |
| 16 | Luis Marcos Bronstein     | 2420   | 0 | 0 | 0 | ½ | ½ | ½ | ½ | 0 | 0 | 1  | 0  | 0  | ½  | 0  | 1  | -  | ½  | 1  | 6     |
| 17 | Jean Hebert               | 2365   | 0 | ½ | 0 | ½ | ½ | ½ | ½ | 0 | 0 | ½  | 0  | ½  | 0  | 0  | ½  | ½  | -  | 0  | 4½    |
| 18 | Shimon Kagan              | 2445   | 1 | 0 | 0 | 0 | ½ | 0 | 0 | ½ | 0 | ½  | ½  | 0  | ½  | 0  | 0  | 0  | 1  | -  | 4½    |
|    | Henrique Mecking          | 2615   | - | - | - | - | - | ½ | - | - | - | -  | *  | -  | -  | -  | -  | -  | -  | -  | --    |

Mecking jogou apenas dois jogos (empate com Ivkov e partida inconclusa com Smejkal), devido a questões de saúde teve que abandonar a competição. Seus pontos não foram contados na tabela final.  
| N° | Jogador                       | Rating | 1 | 2 | 3 | 4 | 5 | 6 | 7 | 8 | 9 | 10 | 11 | 12 | 13 | 14 | 15 | 16 | 17 | 18 | Total |
| -- | ----------------------------- | ------ | - | - | - | - | - | - | - | - | - | -- | -- | -- | -- | -- | -- | -- | -- | -- | ----- |
| 1  | Mikhail Tal                   | 2615   | - | 1 | ½ | ½ | 1 | 1 | ½ | 1 | 1 | 1  | 1  | ½  | 1  | ½  | ½  | 1  | 1  | 1  | 14    |
| 2  | Lev Polugaevsky               | 2625   | 0 | - | ½ | ½ | 1 | ½ | 1 | 1 | 0 | 1  | ½  | 1  | ½  | ½  | 1  | ½  | 1  | 1  | 11½   |
| 3  | Andras Adorjan                | 2525   | ½ | ½ | - | ½ | 0 | 0 | 1 | ½ | 1 | 1  | ½  | ½  | 1  | 1  | ½  | 1  | 1  | ½  | 11    |
| 4  | Zoltan Ribli                  | 2595   | ½ | ½ | ½ | - | 0 | 1 | 0 | ½ | ½ | 1  | ½  | 1  | 1  | ½  | 1  | ½  | 1  | 1  | 11    |
| 5  | Oleg Romanishin               | 2560   | 0 | 0 | 1 | 1 | - | ½ | 1 | 0 | ½ | ½  | 1  | 1  | ½  | 1  | ½  | ½  | 1  | ½  | 10½   |
| 6  | Florin Gheorghiu              | 2540   | 0 | ½ | 1 | 0 | ½ | - | ½ | 1 | ½ | ½  | ½  | ½  | 1  | 1  | 1  | 1  | 0  | 1  | 10½   |
| 7  | Bent Larsen                   | 2620   | ½ | 0 | 0 | 1 | 0 | ½ | - | 0 | ½ | 1  | ½  | 1  | ½  | 1  | 1  | 1  | ½  | 1  | 10    |
| 8  | Gennadi Kuzmin                | 2565   | 0 | 0 | ½ | ½ | 1 | 0 | 1 | - | ½ | 1  | ½  | ½  | ½  | ½  | 1  | ½  | 0  | 1  | 9     |
| 9  | Vitaly Tseshkovsky            | 2560   | 0 | 1 | 0 | ½ | ½ | ½ | ½ | ½ | - | 0  | 0  | ½  | ½  | 1  | 1  | 1  | 1  | ½  | 9     |
| 10 | Anthony Miles                 | 2560   | 0 | 0 | 0 | 0 | ½ | ½ | 0 | 0 | 1 | -  | ½  | ½  | 1  | 1  | 1  | 1  | 1  | 1  | 9     |
| 11 | James Tarjan                  | 2525   | 0 | ½ | ½ | ½ | 0 | ½ | ½ | ½ | 1 | ½  | -  | 0  | 1  | 0  | 0  | 1  | ½  | 1  | 8     |
| 12 | Yehuda Gruenfeld              | 2430   | ½ | 0 | ½ | 0 | 0 | ½ | 0 | ½ | ½ | ½  | 1  | -  | 0  | 0  | 1  | 1  | ½  | 1  | 7½    |
| 13 | Ljubomir Ljubojevic           | 2590   | 0 | ½ | 0 | 0 | ½ | 0 | ½ | ½ | ½ | 0  | 0  | 1  | -  | 1  | ½  | ½  | 1  | 0  | 6½    |
| 14 | Herman Claudius van Riemsdijk | 2390   | ½ | ½ | 0 | ½ | 0 | 0 | 0 | ½ | 0 | 0  | 1  | 1  | 0  | -  | ½  | ½  | ½  | 0  | 5½    |
| 15 | Slim Bouaziz                  |        | ½ | 0 | ½ | 0 | ½ | 0 | 0 | 0 | 0 | 0  | 1  | 0  | ½  | ½  | -  | 0  | 1  | 1  | 5½    |
| 16 | Edmar Mednis                  | 2510   | 0 | ½ | 0 | ½ | ½ | 0 | 0 | ½ | 0 | 0  | 0  | 0  | ½  | ½  | 1  | -  | ½  | 1  | 5½    |
| 17 | Francisco Trois               | 2415   | 0 | 0 | 0 | 0 | 0 | 1 | ½ | 1 | 0 | 0  | ½  | ½  | 0  | ½  | 0  | ½  | -  | ½  | 5     |
| 18 | Ruben Rodriguez               |        | 0 | 0 | ½ | 0 | ½ | 0 | 0 | 0 | ½ | 0  | 0  | 0  | 1  | 1  | 0  | 0  | ½  | -  | 4     |

Adorjan se classificou por ter um melhor critério desempate que Ribli.

## Torneio de Candidatos
Viktor Korchnoi, perdedor do último match pelo título mundial, e Boris Spassky, perdedor da final do Torneio de Candidatos anterior, juntaram-se aos 6 classificados dos Interzonais para disputa do Torneio de Candidatos em confrontos eliminatórios.
|  | Quartas de final   | Quartas de final | Quartas de final   |                 |         | Semifinais      | Semifinais | Semifinais |  |  | Final | Final | Final |  |
|  |                    |                  |                    |                 |         |                 |            |            |  |  |       |       |       |  |
|  | Suíça              | Viktor Korchnoi  | 5½                 |                 |         |                 |            |            |  |  |       |       |       |  |
|  | Suíça              | Viktor Korchnoi  | 5½                 |                 |         |                 |            |            |  |  |       |       |       |  |
|  | União Soviética    | Tigran Petrosian | 3½                 |                 |         |                 |            |            |  |  |       |       |       |  |
|  | União Soviética    | Tigran Petrosian | 3½                 |                 | Suíça   | Viktor Korchnoi | 7½         |            |  |  |       |       |       |  |
|  |                    |                  |                    |                 | Suíça   | Viktor Korchnoi | 7½         |            |  |  |       |       |       |  |
|  |                    |                  | União Soviética    | Lev Polugaevsky | 6½      |                 |            |            |  |  |       |       |       |  |
|  | União Soviética    | Lev Polugaevsky  | União Soviética    | Lev Polugaevsky | 6½      | 5½              |            |            |  |  |       |       |       |  |
|  | União Soviética    | Lev Polugaevsky  |                    |                 |         |                 |            |            |  |  |       |       |       |  |
|  | União Soviética    | Mikhail Tal      | 2½                 |                 |         |                 |            |            |  |  |       |       |       |  |
|  | União Soviética    | Mikhail Tal      | 2½                 |                 | Suíça   | Viktor Korchnoi | 4½         |            |  |  |       |       |       |  |
|  |                    |                  |                    |                 |         |                 |            |            |  |  |       |       |       |  |
|  |                    |                  | Alemanha Ocidental | Robert Hübner   | 3½      |                 |            |            |  |  |       |       |       |  |
|  | Hungria            | Lajos Portisch   | Alemanha Ocidental | Robert Hübner   | 3½      | 7               |            |            |  |  |       |       |       |  |
|  | Hungria            | Lajos Portisch   |                    |                 |         |                 |            |            |  |  |       |       |       |  |
|  | União Soviética    | Boris Spassky    | 7                  |                 |         |                 |            |            |  |  |       |       |       |  |
|  | União Soviética    | Boris Spassky    | 7                  |                 | Hungria | Lajos Portisch  | 4½         |            |  |  |       |       |       |  |
|  |                    |                  |                    |                 | Hungria | Lajos Portisch  | 4½         |            |  |  |       |       |       |  |
|  |                    |                  | Alemanha Ocidental | Robert Hübner   | 6½      |                 |            |            |  |  |       |       |       |  |
|  | Hungria            | András Adorján   | Alemanha Ocidental | Robert Hübner   | 6½      | 4½              |            |            |  |  |       |       |       |  |
|  | Hungria            | András Adorján   |                    |                 |         |                 |            |            |  |  |       |       |       |  |
|  | Alemanha Ocidental | Robert Hübner    | '5½                |                 |         |                 |            |            |  |  |       |       |       |  |

Lajos Portisch venceu Spassky pelo critério de desempate: maior número de vitórias com as peças pretas.
A final seria jogada em uma melhor de 16 partidas, mas Hübner abandonou o confronto após 10 partidas.

## Match pelo título
O primeiro a vencer seis partidas seria o campeão. Ao contrário do encontro de 1978, desta vezes Karpov não teve dificuldades para vencer, em apenas 18 partidas, seu rival. Korchnoi, após desertar da União Soviética, obteve a nacionalidade suiça.
| Jogador         | 1 | 2 | 3 | 4 | 5 | 6 | 7 | 8 | 9 | 10 | 11 | 12 | 13 | 14 | 15 | 16 | 17 | 18 | Total |
| --------------- | - | - | - | - | - | - | - | - | - | -- | -- | -- | -- | -- | -- | -- | -- | -- | ----- |
| Anatoly Karpov  | 1 | 1 | ½ | 1 | ½ | 0 | ½ | ½ | 1 | ½  | ½  | ½  | 0  | 1  | ½  | ½  | ½  | 1  | 11    |
| Viktor Korchnoi | 0 | 0 | ½ | 0 | ½ | 1 | ½ | ½ | 0 | ½  | ½  | ½  | 1  | 0  | ½  | ½  | ½  | 0  | 7     |